# Дональда, Полин
Полин Дональда (англ. Pauline Donalda; настоящее имя Полин Лайтстоун, 5 марта 1882 года — 22 октября 1970 года) — канадская певица (сопрано), учитель и основатель гильдии оперы в Монреале. Дебютировала в Ницце в 1904 году. Выступала в Ковент-Гардене вместе с Энрико Карузо.

## Биография

### Ранние годы
Полин Лайтстоун родилась 5 марта 1882 года в Монреале. Она была третьим ребёнком в еврейской семье с 11 детьми. Родители Полин — русский эмигрант Михаил Лихтенштейн и полька Фанни Голдберг, эмигрировали в Канаду около 1868 года, поженились в Монреале и сменили фамилию на Лайтстоун. Родители пытались дать детям хорошее образование, в том числе музыкальное. В 7 лет Полин впервые выступала на сцене в роли королевы в пьесе «Золушка». Она выиграла конкурс по пению в 10 лет. После успешного сольного выступления в составе хора в 1901 году на Еврейском конгрессе, руководитель хора оценил потенциал ученицы и устроил прослушивание у музыкального директора Королевского колледжа Виктории. Полин получила полную стипендию для обучения в колледже, директор колледжа порекомендовала ей также обучаться в Европе. После того, как Метрополитен-опера подтвердила её способности, Полин уехала учиться во Францию в 1902 году при поддержке сэра Дональда Смита, лорда Страткона. Он присудил ей стипендию в 50 $ в месяц для покрытия расходов по проживанию и обучению. Полин приняла сценическое имя «Полин Дональда» в честь своего благотворителя. Она начала посещать уроки пения у Эдмунда Дуверни в Парижской консерватории, также изучала сценическое мастерство, французский и итальянский.

### Оперная карьера
После двух лет учёбы она дебютировала 30 декабря 1904 года в Ницце, играя главную роль в опере Манон. Критики писали:

«Полин Дональда осмелилась появится впервые перед публикой в роли Манон. Только ей хватило смелости сделать это и преуспеть. У неё необычайно изысканное телосложение; сильный, превосходный и гибкий голос; её утонченность и интеллект подчёркиваются замечательной игрой и сверкающими глазами, которые открыты к жизни или полны любви»
После дебюта Полин получила трёхгодичный контракт в Ковент-Гардене (Лондон). Её первое выступление было в роли Микаэлы в Кармен в мае 1905 года. Через две недели она сыграла роль Маргариты в Фаусте, которая была высоко оценена английскими критиками. В июне 1905 года Нелли Мелба, которая играла главную роль в опере Богема, была больна, и роль предложили 23-летней Полин из-за схожести голосов певиц. Она репетировала только 4 дня, причём переучивала текст с французского на итальянский. Её игра в этой опере с Энрико Карузо была высоко оценена. В своём первом сезоне она пела партию Церлины в Дон Жуане (в составе были Энрико Карузо, Антонио Скотти, Эмма Дестинова, Марсель Журне). В следующем сезоне она была в составе опер Риголетто вместе с Карузо, в Травиате с Джоном Маккормаком. Полин Дональда выступала в Ковент-Гардене 9 лет, также играла в Ла Монне в Брюсселе, в Опера-Комик в Париже и в Манхэттен-центре в Нью-Йорке. В 1906 году Полин вышла замуж за баритона Поля Севийака.
В начале первой мировой войны тур Полин по Австралии был отменён, и певица провела военные годы в Канаде. Она много выступала для поддержки Красного креста, Патриотического фонда. Полин вернулась в Европу в 1917 году. После развода с Севийаком, она вышла замуж за датского тенора Мишу Леона (этот брак также закончился разводом). С оперой она ездила в Канаду, США, Россию, Венгрию, Голландию, Германию, Ирландию, Уэльс и Шотландию. Полин Дональда выступала с известными оперными исполнителями, музыкантами и дирижёрами, Лэндоном Рональдом, Михаилом Эльманом, Игнацием Падеревским и Ефремом Цимбалистом. Карьера Полин продолжалась с 1905 по 1922 год, когда она ушла со сцены.

### Преподавательская деятельность
В 1922 году Полин открыла студию в Париже, где обучала начинающих исполнителей до возвращения в Монреаль в 1937 году. В студии была превосходная акустика, сцена с профессиональным освещением и зал на 100 человек. Преподавательский класс Дональды часто посещали известные композиторы, такие как Поль Дюка и Венсан Д’Энди, которые наблюдали за выступлениями учеников, многие из которых затем стали известными исполнителями. В родном городе она создала гильдию оперы в 1942 году и возглавляла её до 1969 года. Первое выступление, организованное оперной гильдией, состоялось 3 мая 1942 года, были представлены сцены из «Сельской чести», «Кармен», «Севильского цирюльника». Под управлением Дональды гильдия поставила 29 опер и предоставляла работу канадским исполнителям.

## Награды и память
Полин Дональда получила множество наград, она офицер ордена Канады за «её вклад в искусства, особенно оперу, как певицы и основателя гильдии оперы в Монреале». В 1966 году Совет граждан Монреаля присудил Полин награду Выдающегося гражданина Монреаля. Она также стала почётным доктором музыки университета Макгилла в 1954 году. Несмотря на относительно непродолжительную оперную карьеру Дональда стала известна своим особенным голосом и хорошей игрой. Были сделаны 9 записей выступлений Полин, которые включены в записи Великих голосов Канады (Great Voices of Canada/Les Grandes voix du Canada, vol 1 (Analekta AN@ 7801, 7803, 1993)).